# Bilsby
Bilsby est une paroisse civile et un village du Lincolnshire, en Angleterre.